# 藍天蔚

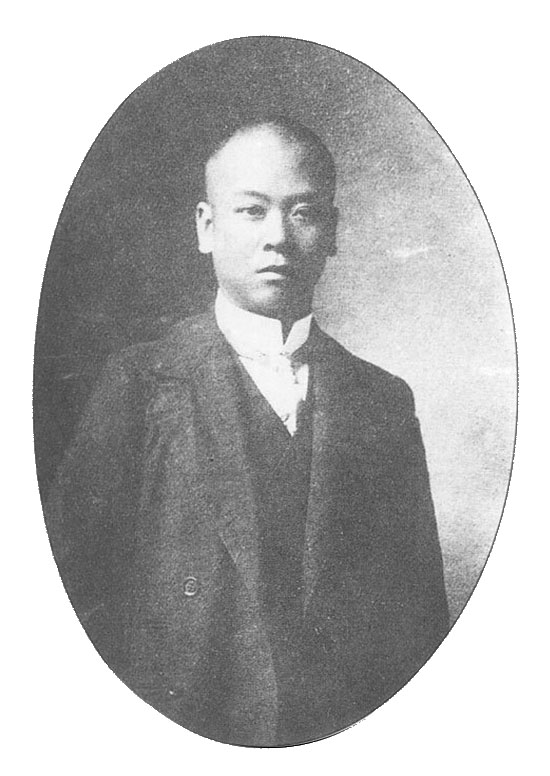
蓝天蔚

藍天蔚（1878年—1922年3月11日），字秀豪，湖北黄陂人。清末民初军事将领，中国民主革命家。

## 生平

### 清末的革命活動
藍天蔚幼年从事学问兼经商。長大后，加入張之洞的新軍，入将弁学堂学习。1902年（光緒28年），经張之洞推薦，赴日本留学。先入成城学校，后入陸軍士官学校。
1903年（光緒29年）春，在日本的中国留学生發起拒俄運動，成立拒俄義勇队。藍天蔚任学生軍隊長。不久，在清朝政府的压力下，義勇队解散。1904年（光緒30年），自陸士工兵科第2期毕业。他和同時期留学的吴禄貞、張紹曾後并称「士官三傑」。
归国後，藍天蔚就任湖北督練公所提調兼湖北将弁学堂教習。其间，藍天蔚组织長沙日知会，宣传革命派思想。其後，改任第32標统带。陆军第八鎮統制張彪怀疑其宣传革命，对其进行監視，藍天蔚遂自动辞任。
1907年（光緒33年）4月，藍天蔚赴奉天，与吴禄貞、張紹曾在東三省总督徐世昌手下任职。1910年（宣統2年）春，奉東三省总督錫良之命，赴日本考察軍事，入陸軍大学校学习。归国後，任第2混成協協統，驻扎奉天北大营。
1911年（宣統3年）10月，藍天蔚、張紹曾、吴禄貞准备在直隷省永平县（今河北省盧龙县）举行的永平秋操中举兵。但是，随着武昌起義爆发，秋操中止，计划变更，他们发起滦州兵谏，向清朝提出憲法制定、責任内閣制实施等要求的声明。除他们三人外，陆军第三鎮第5協統領盧永祥、第39協統領伍祥禎、第40協統領潘榘楹列名。这对清朝公布《憲法重大信条十九条》起到了一定压力。但是，藍天蔚等人遭到清朝及袁世凱的严厉追究。張紹曾、吴禄貞遭撤职，吴禄貞被刺客杀害，張紹曾被迫下野。

### 民国時代的活動

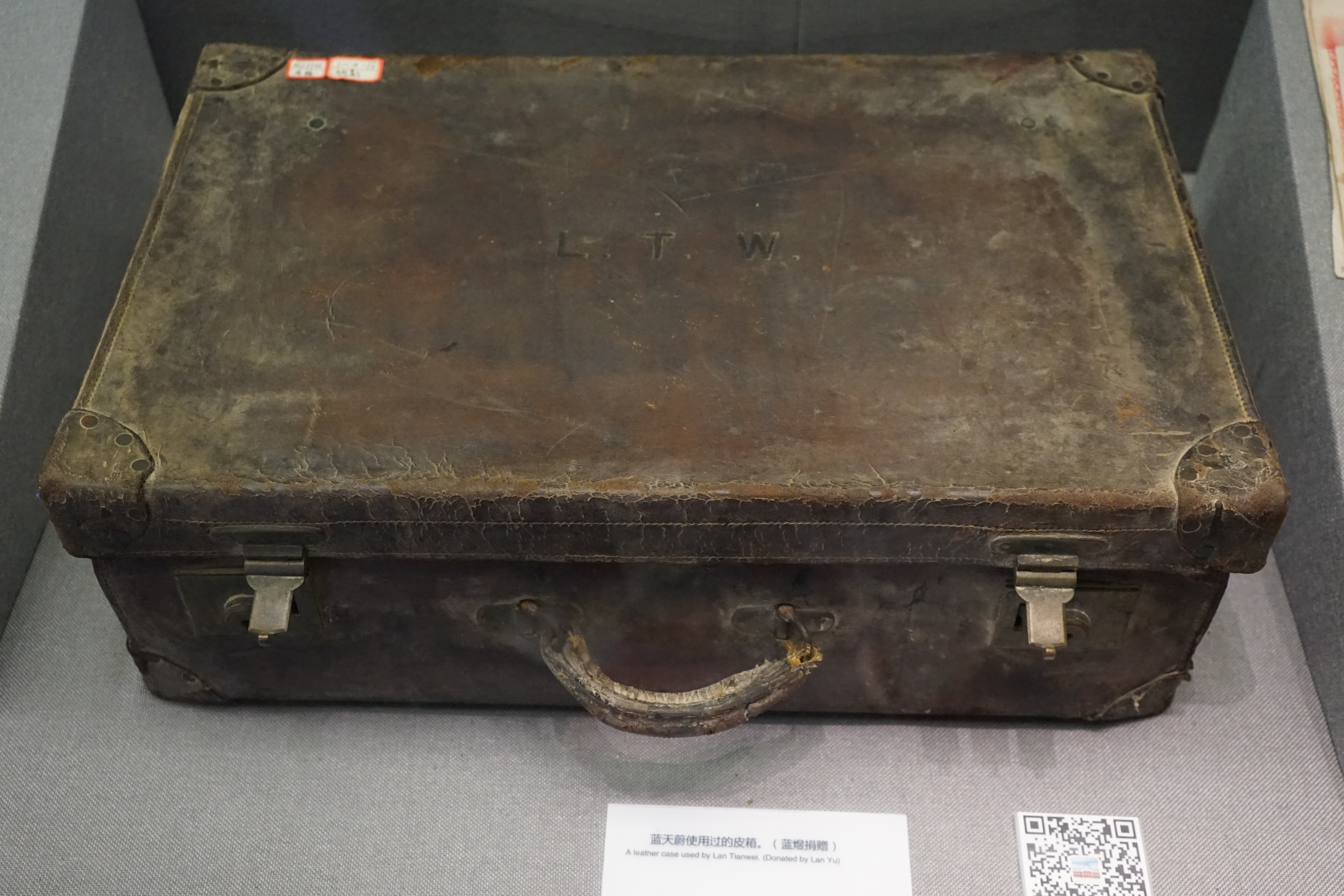
蓝天蔚用过的皮箱

此后，藍天蔚被革命派推举为关外革命軍討虜大都督，率第2混成協策划驱逐東三省总督趙爾巽。但趙爾巽早作处置，藍天蔚的混成協統领职务被罢免，軍权被剥奪，逃往上海。此後，藍天蔚继续担任关外軍政府大都督，从事革命活動。
中華民国成立后，藍天蔚加入黎元洪领导的民社，后往欧洲遊歷，1913年末回国。1914年（民国3年）1月1日，袁世凯授予勳四位。后被投入监狱，经参謀次長陳宧斡旋而获释放。
1915年（民国4年）12月護国战争爆发，藍天蔚率湖北的独立軍起义，但遭到失敗。1916年（民国5年）5月4日，北京政府任命为達威將軍。1917年（民国6年）中，在奉天省策划驱逐奉天督軍張作霖，但因事机泄露而失敗，被北京通缉。1921年（民国10年）5月，为呼应孫文的北伐，在湖北省组织鄂西聯軍。1922年（民国11年）1月，遭孫传芳击敗，逃往四川省。随即被川軍指揮官但懋辛逮捕。
在护送前往重慶时，3月11日，藍天蔚开枪自殺身亡。享年45岁。